# 12789 Salvadoraguirre
12789 Salvadoraguirre eller 1995 TX är en asteroid i huvudbältet som upptäcktes 14 oktober 1995 av den amerikanske astronomen Carl W. Hergenrother vid Catalina Station. Den är uppkallad efter amatörastronomen Salvador Aguirre.
Asteroiden har en diameter på ungefär 5 kilometer.